# Rosières (Haute-Loire)
Rosières ist eine französische Gemeinde mit 1.536 Einwohnern (Stand 1. Januar 2022) im Département Haute-Loire in der Region Auvergne-Rhône-Alpes. Sie gehört zum Arrondissement Le Puy-en-Velay sowie zum Kanton Emblavez-et-Meygal.

## Geographie
Die Gemeinde liegt in der Naturlandschaft Emblavès (auch Emblavez geschrieben), rund 50 Kilometer südwestlich von Saint-Étienne und 13 Kilometer nordöstlich von Le Puy-en-Velay.

### Gewässer
Das Gemeindegebiet wird vom Flüsschen Suissesse mit seinen Zuflüssen in Richtung Westen zur Loire entwässert.

### Nachbargemeinden
Nachbargemeinden sind Mézères im Norden, Saint-Julien-du-Pinet im Osten, Le Pertuis im Südosten, Saint-Étienne-Lardeyrol im Süden, Malrevers im Südwesten, Beaulieu im Westen sowie Chamalières-sur-Loire im Nordwesten.

## Geologie
Rosières liegt zum Teil in der Ebene von Emblavès, deren Bildung auf das Tertiär zurückgeht. Die von den Ur-Meeren des Zentralmassivs abstammenden Tonschichten überdeckten Granitformationen, von denen sich manche, wie das Becken von Emblavès, gesenkt haben. Das Gemeindegebiet erstreckt sich aber nicht nur in der Ebene, es gibt auch Erhebungen vulkanischen Ursprungs, die vor etwa 13 Millionen Jahre durch Eruption von Lava entstanden sind. Wenn sie zähflüssig war, sammelte sie sich an, um eine Suc genannte Kuppel zu bilden, wie z. B. die heutigen Erhebungen Suc de Rougeac, Suc de la Mûre und Suc de Jalore. Durch diese vulkanische Tätigkeit wurde die Kraft der Fließgewässer aktiviert: die Tonschichten wurden durch die Erosion frei gemacht und zeigen heute an manchen Stellen ihre Verschiedenheit an Farbtönen, deren generell weißliche Farbe durch rote, grüne, blaue und ockergelbe Zwischenschichten unterbrochen sind.

## Bevölkerungsentwicklung
| Jahr                       | 1968 | 1975 | 1982 | 1990 | 1999 | 2008 | 2016 |
| Einwohner                  | 1284 | 1163 | 1212 | 1305 | 1309 | 1438 | 1532 |
| Quellen: Cassini und INSEE |      |      |      |      |      |      |      |

## Verkehr
Rosières liegt abseits überregionaler Verkehrswege und ist mit seinen Nachbargemeinden über die Départementsstraßen D7 und D71 verbunden. Zwischen 1890 und 1952 wurde der Ort durch die Eisenbahnverbindung La Galoche zwischen Lavoûte-sur-Loire und Yssingeaux erschlossen. Danach wurde die Linie eingestellt und Trasse abgetragen.

## Sehenswürdigkeiten

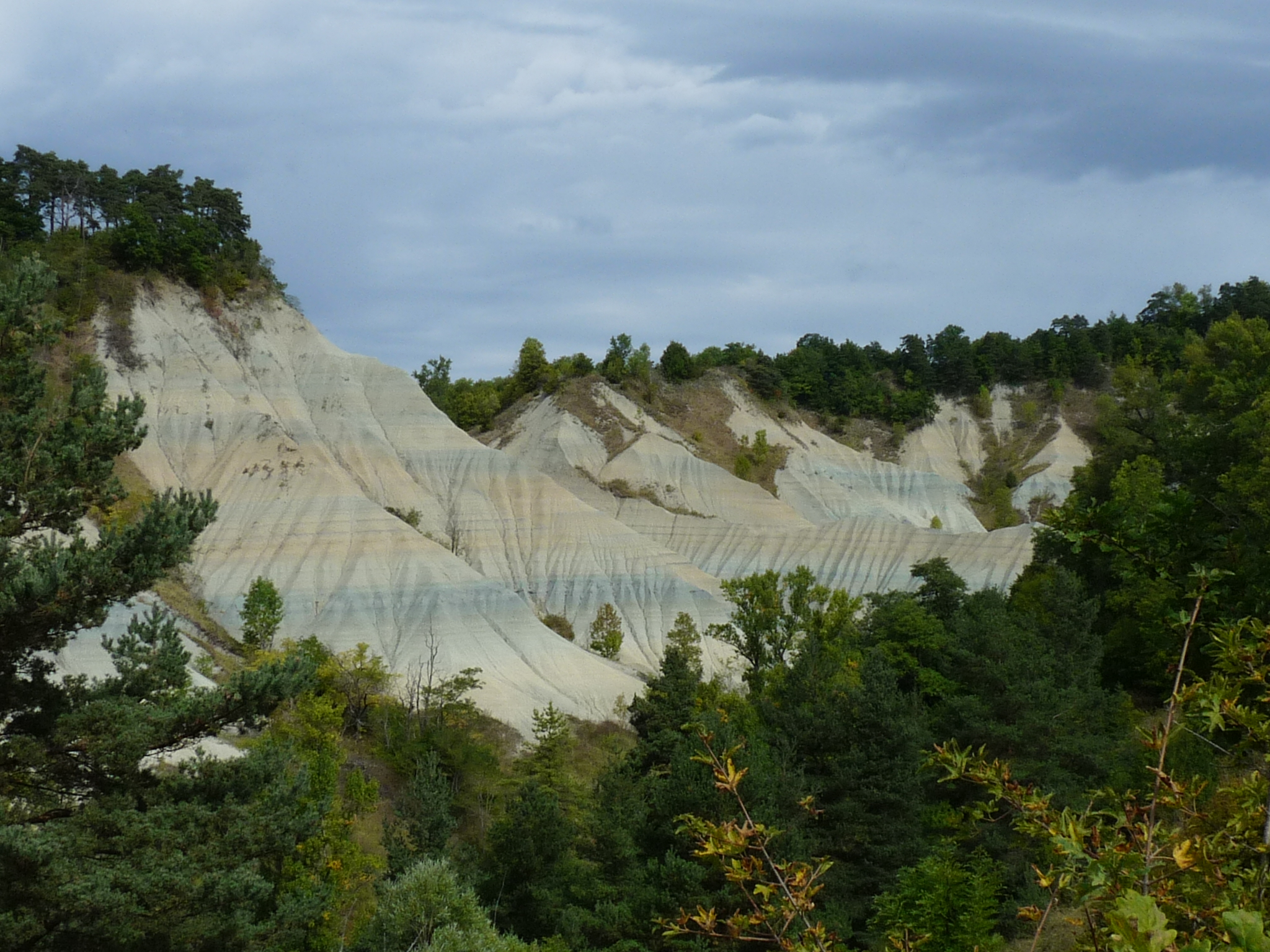
Ravin de Corbœuf

- Kirche Saint Martin aus dem 12. Jahrhundert, Monument historique[2]
- Calvaire du Champ Clos, Kreuz aus dem 19. Jahrhundert, Monument historique[3]
- Ravin de Corbœuf

Etwa einen Kilometer östlich von Rosières liegt die Felsschlucht des Bächleins Corbœuf. Inmitten einer sattgrünen Landschaft findet sich eine Schlucht mit weißlichen Felswänden, die eher an Sanddünen erinnern und mit ihren färbigen Bänderungen beeindrucken. Erreichbar ist der Aussichtspunkt über die ehemalige Bahntrasse „La Galoche“.

## Partnergemeinde
Es besteht eine Partnerschaft mit Villar San Costanzo in Italien.